# El regreso de los Reyes
El Regreso De Los Reyes es el primer álbum de estudio de Cruz Martínez y Los Super Reyes. Fue lanzado al mercado el martes 14 de agosto de 2007. Un edición real fue lanzado al mercado el martes 16 de septiembre de 2008.

## Lista de canciones

### Edición estándar
| N.º | Título                                                | Escritor(es)                                                         | Duración |  |
| 1.  | «Muévelo»                                             | Cruz Martínez, Jimmy Gómez, Marcos Sifuentes, Tony Butler            | 3:54     |  |
| 2.  | «Oye Mi Amor» (con Magic Juan)                        | Cruz Martínez, Magic Juan, Abel Talamantez                           | 3:43     |  |
| 3.  | «Nada Nos Va A Separar»                               | Claudia Brant, Andrew Thomas                                         | 4:02     |  |
| 4.  | «Serenata (Estrellita Mía)»                           | Cruz Martínez, Alicia Villarreal                                     | 3:25     |  |
| 5.  | «Mírame (No Controles)»                               | Cruz Martínez, Abel Talamantez, Marcos Sifuentes, Fernando Domínguez | 3:25     |  |
| 6.  | «Si Pudiera»                                          | Cruz Martínez, Obie Bermúdez                                         | 3:19     |  |
| 7.  | «Interlude - Yo Seré»                                 |                                                                      | 0:22     |  |
| 8.  | «Yo Seré» (con Slim, Megga, Pryme Status y Big Metra) | Cruz Martínez, Abel Talamantez, Pryme Status, Fernando Domínguez     | 4:07     |  |
| 9.  | «El Rey» (con Megga, Menor y Big Metra)               | José Alfredo Jiménez                                                 | 4:07     |  |
| 10. | «Outro - You Gonna Lose»                              |                                                                      | 0:56     |  |
| 11. | «Muchacha Triste» (con Dax (El Coyote))               | Luis Alva                                                            | 3:26     |  |
| 12. | «Roses»                                               | Fernando Domínguez, Eric Harper                                      | 4:16     |  |
| 13. | «La Neta» (con Zion)                                  | Cruz Martínez, Félix Ortiz, Frank Pangelinan                         | 3:31     |  |
| 14. | «Quédate Más (I Want You Back)»                       | Berry Gordy Jr., Freddie Perren, Deke Richards, Alphonzo Mizell      | 3:27     |  |
| 15. | «Perfect Girl» (con Frankie J y Damon Reel)           | Cruz Martínez, Frankie J. Bautista, Brian Stone                      | 3:29     |  |
| 16. | «Outro - Give It Up Bud»                              |                                                                      | 1:31     |  |

### Edición real
Una edición real llamado El Regreso De Los Reyes: Edición Real fue puesto en lanzado el 16 de septiembre de 2008. Tiene todas las canciones de la edición estándar a excepción de "Roses". Incluye dos remixes de "Muévelo" y dos versiones de "Si Pudiera". Llegó con un DVD que incluye los videos musicales "Muévelo", "Serenata (Estrellita Mía)", "Muchacha Triste" y "Yo Seré". 
| N.º | Título                                                | Escritor(es)                                                         | Duración |  |
| 1.  | «Muévelo»                                             | Cruz Martínez, Jimmy Gómez, Marcos Sifuentes, Tony Butler            | 3:54     |  |
| 2.  | «Oye Mi Amor» (con Magic Juan)                        | Cruz Martínez, Magic Juan, Abel Talamantez                           | 3:43     |  |
| 3.  | «Nada Nos Va A Separar»                               | Claudia Brant, Andrew Thomas                                         | 4:02     |  |
| 4.  | «Serenata (Estrellita Mía)»                           | Cruz Martínez, Alicia Villarreal                                     | 3:25     |  |
| 5.  | «Mírame (No Controles)»                               | Cruz Martínez, Abel Talamantez, Marcos Sifuentes, Fernando Domínguez | 3:25     |  |
| 6.  | «Si Pudiera»                                          | Cruz Martínez, Obie Bermúdez                                         | 3:19     |  |
| 7.  | «Interlude - Yo Seré»                                 |                                                                      | 0:22     |  |
| 8.  | «Yo Seré» (con Slim, Megga, Pryme Status y Big Metra) | Cruz Martínez, Abel Talamantez, Pryme Status, Fernando Domínguez     | 4:07     |  |
| 9.  | «El Rey» (con Megga, Menor y Big Metra)               | José Alfredo Jiménez                                                 | 4:07     |  |
| 10. | «Outro - You Gonna Lose»                              |                                                                      | 0:56     |  |
| 11. | «Muchacha Triste» (con Dax (El Coyote))               | Luis Alva                                                            | 3:26     |  |
| 12. | «La Neta» (con Zion)                                  | Cruz Martínez, Félix Ortiz, Frank Pangelinan                         | 3:31     |  |
| 13. | «Quédate Más (I Want You Back)»                       | Berry Gordy Jr., Freddie Perren, Deke Richards, Alphonzo Mizell      | 3:27     |  |
| 14. | «Perfect Girl» (con Frankie J y Damon Reel)           | Cruz Martínez, Frankie J. Bautista, Brian Stone                      | 3:29     |  |
| 15. | «Outro - Give It Up Bud»                              |                                                                      | 1:31     |  |
| 16. | «Muévelo (Banda Remix)»                               | Cruz Martínez, Jimmy Gómez, Marcos Sifuentes, Tony Butler            | 3:15     |  |
| 17. | «Muévelo (Reggaeton Remix)»                           | Cruz Martínez, Jimmy Gómez, Marcos Sifuentes, Tony Butler            | 3:48     |  |
| 18. | «Si Pudiera (Pop Versión)»                            | Cruz Martínez, Obie Bermúdez                                         | 3:20     |  |
| 19. | «Si Pudiera (Bachata Versión)»                        | Cruz Martínez, Obie Bermúdez                                         | 3:27     |  |

DVD Lista De Videos
1. Muévelo
2. Serenata (Estrellita Mía)
3. Muchacha Triste
4. Yo Seré